# NGC 5039
NGC 5039 é uma galáxia espiral (Sa) localizada na direcção da constelação de Virgo. Possui uma declinação de -04° 09' 29" e uma ascensão recta de 13 horas, 14 minutos e 52,0 segundos.
A galáxia NGC 5039 foi descoberta em 1886 por Frank Leavenworth.